# Cryptotermes abruptus
Cryptotermes abruptus är en termitart som beskrevs av Scheffrahn och Krecek 1998. Cryptotermes abruptus ingår i släktet Cryptotermes och familjen Kalotermitidae. Inga underarter finns listade i Catalogue of Life.